# Pågatågen
Pågatågen — міжміська залізнична мережа у лені Сконе, Швеція, під орудою Skånetrafiken, регіонального органу громадського транспорту. 
Експлуатація поїздів здійснюється підрядником Arriva. 
Мережа налічує 72 станції, з яких 8 знаходяться в міському районі Мальме: Мальме-Центральне, Тріангелн, Гіллі, Свогерторп, Персборг, Розенгорд, Естерварн і Бурлов і 4 в міському районі Гельсінгборга: Гельсінгборг Ц, Рамлеса, Рюдебкрак і Едокек.

## Лінії
Станом на грудень 2018 року в системі Pågatågen є десять ліній. Є зупинки в трьох сусідніх ленах: три зупинки в Блекінге, дві зупинки у лені Галланд і одна зупинка в лені Крунуберг. 

| Лінія | Маршрут | Кількість зупинок |
| ----- | --- | ----------------- |
| 1     | Лунд-Центральний – Мальме-Центральне – Гіллі                                                                           | 7                 |
| 2     | Гальмстадт-Центральний – Ферслев – Гельсінборг-Центральний – Ландскруна – Лунд-Центральний – Мальме-Центральне – Гіллі | 24                |
| 3     | Гельсінборг-Центральний – Текоматорп – Еслев – Лунд-Центральний – Мальме-Центральне – Гіллі                            | 14                |
| 4a    | Гесслегольм-Центральний – Геер – Еслев – Лунд-Центральний – Мальме-Центральне – Гіллі                                  | 13                |
| 4b    | Карлсгамн – Крістіанстад – Гесслегольм-Центральний – Геер – Еслев – Лунд-Центральний – Мальме-Центральне – Гіллі       | 20                |
| 5     | Гельсінборг-Центральний – Осторп – Гесслегольм-Центральний – Крістіанстад                                              | 14                |
| 6     | Лунд-Центральний – Мальме-Центральне – Сведала – Істад – Симрісгамн                                                    | 17                |
| 7     | Маркарюд – Hässleholm                                                                                                  | 4                 |
| 9     | Гельсінборг-Центральний – Ландскруна – Лунд-Центральний – Мальме-Центральне – Треллеборг                               | 19                |
| 11    | Мальме-Центральне — Тріангельн – Гіллі – Росенгорд – Мальме-Центральне                                                 | 8                 |

Місцеві потяги із сусіднього Смоланда також курсують у межах Сконе за маршрутом Векше — Ельмгульт — Геслегольм.

## Рухомий склад
На початок 2020-х мережу обслуговують 99 потягів Alstom Coradia X61